# Aztekastadion
Aztekastadion (spanska: Estadio Azteca) är en idrottsarena i distriktet Coyoacán i södra Mexico City i Mexiko. Sedan invigningsåret 1966 spelar Mexikos herr– och damlandslag sina officiella matcher på arenan. Numera (2024) har arenan plats för 83 264 åskådare.

## Historik
Stadion ritades av arkitekterna Pedro Ramírez Vázquez och Rafael Mijares Alcérreca 1962, med anledning av det nionde VM-slutspelet i fotboll 1970. Redan tidigare hade Mexiko siktat på ett VM-arrangemang, men man ansökte aldrig till VM-slutspelet 1958 som slutligen arrangerades i Sverige.
Arenan invigdes 29 maj 1966. Samma dag spelades den första matchen, där lokala klubben Club América mötte Torino FC. inför 120 000 åskådare. Två år senare var stadion skådeplats för ett antal fotbollsmatcher under det årets olympiska sommarspel.
Det har spelats två officiell VM-finaler på arenan, 1970 och återigen 1986. Dessutom spelades finalen i det inofficiella dam-VM 1971 på Aztekastadion. Inför 110 000 åskådare vann Danmark finalen mot Mexiko med 3–0.
Det officiella namnet på stadion byttes 1997 till "Guillermo Cañedo" för att hedra den dåvarande ägaren (Guillermo Cañedo) av Telvisa, som i sin tur äger stadion. Men i folkmun fortsatte den kallas "Estadio Azteca" och företaget bestämde sig för att ändra tillbaka till det ursprungliga namnet.
Fram till 2024 har 19 VM-matcher i fotboll spelats på arenan. Detta inkluderar två öppningsmatcher och lika många VM-finaler.

### Hemmaplan
Aztekastadion är sedan 1966 hemmaplan för både Mexikos herr- och damlag i fotboll.
De lokala fotbollsklubbarna Club América och Atlante spelar också sina hemmamatcher här. Cruz Azul och Necaxa spelade på arenan fram till 1996 och 2003, då de flyttade till Estadio Azul respektive Estadio Victoria.
Tidigare har arenan haft en läktarkapacitet på mer än 100 000 åskådare. 2016 minskades kapaciteten till 83 000.

## Evenemang
Arenan har varit värd för ett flertal sport– och nöjesevenemang. Arenan används främst som fotbollsarena men kan även användas till konserter.
- Olympiska sommarspelen 1968
- Världsmästerskapet i fotboll 1970
- Panamerikanska spelen 1975
- U20-världsmästerskapet i fotboll 1983
- Världsmästerskapet i fotboll 1986
- FIFA Confederations Cup 1999
- U17-världsmästerskapet i fotboll 2011

## Bildgalleri

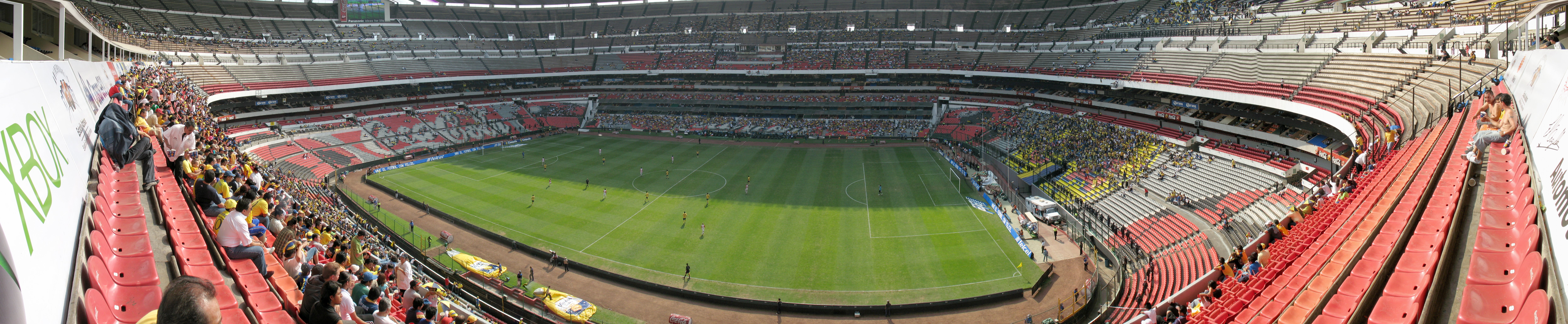
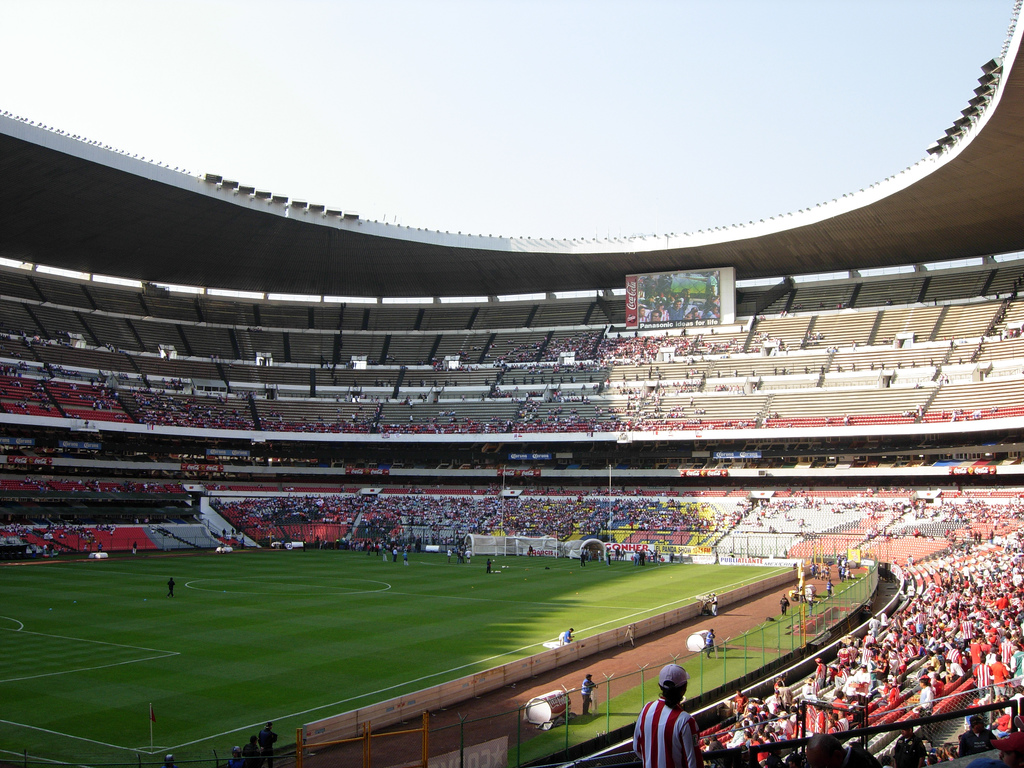
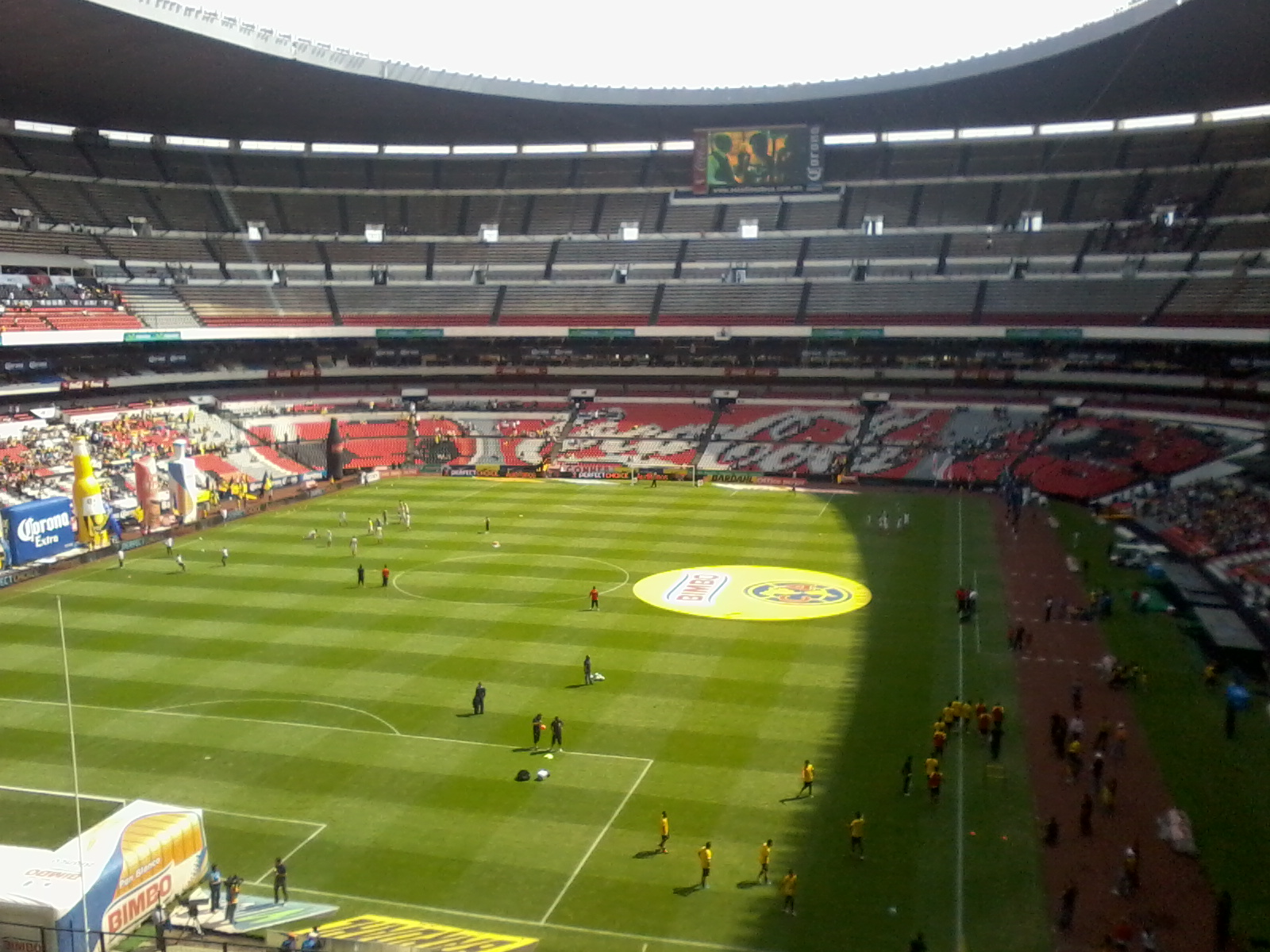